# Czarface (album)
Albums de Czarface (Inspectah Deck & 7L & Esoteric)
Every Hero Needs a Villain
(2015)
Czarface est le premier album studio de Czarface (duo formé par Inspectah Deck et 7L & Esoteric), sorti le 19 février 2013.
Plutôt bien accueilli par la critique, l'album s'est classé 20e au Top Rap Albums, 34e au Top R&B/Hip-Hop Albums et 45e au Top Independent Albums.
Le 30 décembre 2013, HipHopDX a classé Czarface parmi les « 25 meilleurs albums de l'année 2013 ».

## Liste des titres
| No  | Titre                                                                    | Contient un (des) sample(s) de                                                                                                 | Durée |
| --- | ------------------------------------------------------------------------ | --- | ----- |
| 1.  | Czarface (Produit par 7L)                                                | | 1:16  |
| 2.  | Air 'Em Out (Produit par 7L et Spada4)                                   | Reppin' NY de DJ JS-One | 2:41  |
| 3.  | Cement 3's (featuring Roc Marciano – Produit par 7L et Spada4)           | Cry Like a Baby d'Aretha Franklin Shimmy Shimmy Ya d'Ol' Dirty Bastard Remember His Name de Jurassic 5                         | 3:25  |
| 4.  | Czar Refaeli (featuring Oh No – Produit par 7L et Spada4)                | Get Out of My Life Woman dey Q65 Sound of Da Police de KRS-One                                                                 | 4:00  |
| 5.  | Rock Beast (Produit par 7L et Spada4)                                    | | 2:55  |
| 6.  | Savagely Attack (featuring Ghostface Killah – Produit par 7L)            | Family Affair de The Generation Gap Shook Ones Part II de Mobb Deep Tru Master de Pete Rock featuring Inspectah Deck et Kurupt | 3:20  |
| 7.  | Marvel Team-Up                                                           | 7L | 2:27  |
| 8.  | It's Raw (featuring Action Bronson – Produit par 7L et Spada4)           | Rainmaker d'Harry Nilsson | 4:47  |
| 9.  | Let It Off (Produit par DJ Premier)                                      | Mood Two de John Barry & His Orchestra Capicu de Tony Touch featuring Fat Joe, Juju et N.O.R.E.                                | 4:22  |
| 10. | Word War 4 (Produit par 7L)                                              | The Assembly Line des Commodores                                                                                               | 2:51  |
| 11. | Dead Zone (Produit par 7L)                                               | Crooklyn des Crooklyn Dodgers                                                                                                  | 2:56  |
| 12. | Poisonous Thoughts (featuring Mr. Muthafuckin' Exquire – Produit par 7L) | | 4:04  |
| 13. | Shoguns (featuring Cappadonna et Vinnie Paz – Produit par 7L)            | | 4:40  |
| 14. | Hazmat Rap (Produit par 7L et Spada4)                                    | Shimmy Shimmy Ya d'Ol' Dirty Bastard                                                                                           | 2:57  |

| 15. | Rock Beast (Death Czar Remix) | Rock Beast d'Inspectah Deck & 7L & Esoteric |  |